# 江旻憓
江旻憓，SBS，MH（1994年2月8日—），前香港女子劍擊（重劍）運動員、奧運金牌得主。她早年已在亞洲青少年錦標賽奪得多面獎牌，並曾兩度當選「香港傑出青少年運動員」；參加成人賽後，她先後代表香港出戰三屆亞運，贏得一銀五銅，在亞錦賽亦先後贏得三金四銀六銅。她也曾三度出戰奧運，帶領香港女子重劍隊歷史性躋身奧運團體賽，並於2024年巴黎奧運贏得女子個人重劍比賽金牌。另外，江旻憓是首位曾贏得世界盃（四次）、大獎賽（兩次）和奧運（⼀次）的香港女劍手，也是香港首位世錦賽獎牌得主，世界排名更多次位居第一，締造港隊歷史。
江旻憓於2024年奧運女子個人重劍比賽中斬獲金牌，為個人首面奧運獎牌及金牌，亦為港隊在該屆奧運的首面奧運獎牌及金牌，更是港隊史上第三面夏季奧運金牌。她完成巴黎奧運回港後宣佈退役。

## 運動員生涯

### 早年及出道
江旻憓在11歲開始正式接受女子重劍訓練，練了三年便嶄露頭角，13歲時已越級取得2007年全國少年錦標賽U17組冠軍。她稱自己喜歡重劍，原因是重劍動作有點像跆拳道，它既有跆拳道的速度，也有芭蕾舞的優雅。香港劍擊隊總教練王銳基認為，江旻憓性格開朗奔放，因此在戰術運用上份外有膽色，正是成功的重要元素。加上她的距離感及節奏感強，即使與成年選手亦有力一拼；而劍樂會教練陳偉勁則指出，江旻憓具備良好的身體素質，天生左撇子，加上手長、腳長和高個子，本身已具有先天的優勢。她憑著堅持不懈的鍛煉，充分將個人潛能發揮至上。
2008年11月，江旻憓在亞洲青少年劍擊錦標賽女子重劍項目中先後擊敗日本、台灣、馬來西亞、哈薩克斯坦等二十多個亞洲主要國家及地區的對手，最後以領先優勢擊敗韓國選手，為港隊奪得一面金牌。她在本年度的香港傑出運動員選舉中當選為「香港傑出青少年運動員」。
2010年3月，江旻憓於菲律賓舉行的亞洲青少年劍擊錦標賽，連奪少年組重劍個人、團體及青年組重劍三面金牌，並協助港隊拿下青年組團體銀牌。她亦憑此佳績獲選香港體育學院2010年第一季傑出青少年運動員，又在本年度的香港傑出運動員選舉中再次當選為「香港傑出青少年運動員」。

### 世錦賽首晉八強
2014年2月，江旻憓參加劍擊世界盃萊比錫站，接連擊敗多名前列種子劍手，雖然最終在四強止步僅得銅牌，但已是創下港隊的最佳成績。
同年7月，江旻憓出戰俄羅斯喀山舉行的世界劍擊錦標賽並闖進女子重劍個人賽八強，最終以8:9一分之差不敵倫敦奧運會金牌得主烏克蘭的揚娜·舍米亞金娜出局，但已締造歷史，成為首個於世錦賽女子重劍取得前八名的港將。賽後，江旻憓表示自己在八強以一劍之微不敵倫奧金牌得主，敗於頂級劍客手上總令人有所得着，不單止在技術上，這一戰亦令她學會如何應付壓力。未來會隨史丹福大學校隊訓練，並以代表香港出戰奧運為目標。

### 仁川亞運會摘銅
2014年9月，江旻憓代表香港參加南韓仁川舉行的亞運會劍擊比賽。她在女子重劍個人賽的準決賽中，以9-15不敵中國的孫玉潔，未能晉級決賽，贏得銅牌。之後，她又與楊翠玲、朱嘉望和連翊希合作贏得女子重劍團體賽銅牌。

### 取得參加奧運資格
2016年3月，江旻憓參加劍擊世界盃保加利亞衞星賽，在八強途中扭傷足踝仍繼續完成比賽，最終在四強以12:15不敵西班牙的Dóra Kiskapusi，奪得銅牌。她在此項比賽後，已獲得足夠分數，以亞洲第2名的身分參加里約奧運會，最終成功晉級16強，創香港劍壇最佳成績。
同年5月，她在意大利舉行的劍擊世界盃賽事，先後淘汰意大利、南韓、德國及烏克蘭等對手晉級四強，最後於四強戰中以10:11敗給世界排名16、愛沙尼亞的埃丽卡·基尔普，獲得銅牌。
2017年，在世錦賽前，她左膝前十字韌帶撕裂，養傷3個月後復出比賽。

### 亞錦賽摘金
2018年6月，江旻憓代表香港出戰在泰國曼谷舉行的2018年亞洲錦標賽擊敗韓國選手姜荣美（Kang Young Mi），奪得金牌。

### 印尼亞運會摘銅
2018年8月，江旻憓代表香港出戰在印尼雅加達舉行的亞洲運動會劍擊比賽。她在開幕禮中以持旗手身分率領香港代表團進場。她在女子重劍個人賽準決賽中，與韓國的姜榮美爭入決賽。雙方在三局後以12比12打和，江旻憓在「決一劍」中失利，以12比13告負，繼去屆亞運後再得銅牌。

### 世界盃古巴站及巴塞隆拿站摘金
2019年1月，江旻憓代表香港出戰於古巴舉行的劍擊世界盃古巴站女子重劍項目，在決賽以15:8擊敗法國劍手奥里亚娜·马洛-布勒东（Auriane Mallo）奪得金牌，成為首名在此級賽事奪得最佳成績的香港劍手。世界排名亦升上第二位，是她職業生涯的新高。
同年2月，江旻憓在劍擊世界盃巴塞隆拿站分別在16強、8強和4強淘汰意大利的費雅明高（Rossella Fiamingo）、韓國的宋世羅和愛沙利亞的克里斯蒂娜·古斯姬（Kristina Kuusk）晉級，最後在決賽擊敗世界排名第20位韓國的李慧仁，贏得個人第二個世界盃冠軍。
同年3月，江旻憓以較佳大賽成績壓過韓國的姜荣美，世界排名升至第一位，亦成為香港劍擊界首名世界第一的劍手。
2019年7月，劍擊手江旻憓於匈牙利布達佩斯舉行的2019世界劍擊錦標賽開創歷史一頁。她於女子重劍個人項目淘汰多位世界級好手獲得銅牌，成為第一位登上世界錦標賽頒獎台的香港劍手，賽後亦重登世界第一寶座，不過她其後在社交網站宣布前十字韌帶撕裂。

### 東京奧運八強
於2021年7月24日舉行的東京奧運女子個人重劍比賽中，江旻憓成功晉級八強，成為香港歷史首人。同日下午2時42分，江旻憓與俄羅斯奧委會的梅達莎以娃爭奪四強資格，以10:15憾敗，但已寫下香港重劍劍手歷屆最佳。江旻憓在賽後說，自己表現有點心急，未能發揮過去學習到的技巧，感到失望，又讚對手表現好。賽前被視作獎牌希望的她，落敗後相當自責，她在訪問中眼泛淚光，多次表示「對不起」，感謝各位對她的支持。

### 亞錦賽、世錦賽再奪獎牌
2022年6月，江旻憓出戰在韓國首爾舉行的2022年亞洲劍擊錦標賽，並在決賽擊敗世界「一姐」韓國選手崔仁贞，繼2018年再膺亞洲冠軍。
2022年7月，世界排名第7位的江旻憓以6號種子身分出戰2022年世界劍擊世錦賽，先後擊敗，西班牙、瑞士劍手、東京奧運團體賽金牌得主之一的愛沙尼亞劍手埃丽卡·基尔普及2018年世界冠軍、意大利的玛拉·纳瓦里亚，惜於四強以9:14不敵世界排名第三的韓國劍手宋世羅，但仍繼2019年世錦賽後再奪下銅牌，連續兩屆踏上頒獎台。
2022年12月，世界排名第7位的江旻憓以6號種子身分出戰在溫哥華舉行的世界盃加拿大站，晉級路上未遇太大考驗，先後擊敗韓籍劍手Yu Danwoo、法國隊的Diane Von Kersenbrock、意籍的玛拉·纳瓦里亚和法國隊的玛丽-弗洛朗丝·康达萨米，殺入4強。她在4強面對有主場之利的Alexanne Verret未有手軟，以15：8大勝晉級，惟決賽面對世界排名49的意籍劍手Giulia Rizzi，她在次局已落後5：7，決勝局也一直無法「單燈」得分，終以9：15吞敗，屈居亞軍。這面銀牌是她自2019年後，再於世界盃分站上頒獎台，是她近3年世界盃的最佳成績。她在2019年曾於古巴站和西班牙站兩奪冠軍，同年更兩度升上世界第1。

### 多哈大獎賽摘銅
2023年1月，江旻憓於多哈重劍大獎賽勇闖4強，惟最終決一劍以12：13不敵排名第7的法國劍手玛丽-弗洛朗丝·康达萨米奪得銅牌，連續兩站國際賽站上頒獎台，亦是繼2017年贏得銀牌後，生涯的第二面大獎賽獎牌。

### 哥倫比亞大獎賽摘金及第三度升上世界第一
2023年5月，重劍首站巴黎奧運積分賽－哥倫比亞出戰重劍大獎賽的江旻憓連挫強敵，最後以15：8拿下勝利，奪得個人首面大獎賽金牌，也是2019年後首個世界級賽事（世界盃及大獎賽）冠軍。 直入正賽的江旻憓先在64強輕取波蘭代表Anna Mroszczak 15：8，再以6分擊敗捷克劍手Veronika Bieleszova。港將十六強繼續未遇考驗淘汰美國的Anne Cebula，到八強面對加拿大的Xiao Ruien更大勝15：6穩奪獎牌。江旻憓四強迎戰世界排名第六的意大利代表費雅明高（Rossella Fiamingo），結果險勝9：8殺入決賽，再以15：8力克「世三」、法國劍手玛丽-弗洛朗丝·康达萨米奪金。今次的金牌是江旻憓繼去年底世界盃溫哥華站的銀牌及年初多哈大重賽的銅牌後，本賽季第三面獎牌亦是首個冠軍，更是其首次在大獎賽奪得金牌。國際劍聯（FIE）周一（8日）更新世界排名。剛在重劍哥倫比亞大獎賽奪金的江旻憓一如所料，反壓韓國的宋世羅重新升上第一，是這名港將自2019年後再次成為「世一」。

### 亞錦賽衛冕
2023月6月，在中國無錫舉行的亞洲劍擊錦標賽中，江旻憓以世界第一兼衛冕冠軍身份出戰，並順利過關斬將殺入決賽迎戰韓國的宋世羅，最後在這場世界一、二姐對決中江旻憓以15-4輕鬆擊敗老對手，第三度奪得亞洲冠軍的殊榮。

### 巴黎奧運奪金
2024年7月28日，江旻憓以世界第一身分出戰巴黎奧運女子個人重劍比賽，準決賽以15比11擊敗愛沙尼亞選手尼莉·迪菲特，進入決賽與法國選手奥里亚娜·马洛-布勒东競爭。期間江旻憓一度處於劣勢，分差更達1比7，後於第三局追平至12比12，於加時賽一分決勝負，以13比12贏得個人首面奧運金牌，亦為港隊歷來第三面奧運金牌，同時打破長期位居女子重劍世界第一，卻未能於奧運奪冠的魔咒。江旻憓首奪女子個人重劍金牌，奪得港隊於巴黎奧運首面獎牌，江旻憓稱：「我還是不相信，我不知說甚麼好。我每天這時間起床，都跟自己說，不是今天比賽、不是今天比賽。這日終於比賽，我很害怕明天睡醒，又要再一次比賽。三年前我說永遠不會落敗後哭，我說我要贏才哭，我現在要把眼淚哭光。」

### 宣布退役
摘金後不足一星期，8月4日，江旻憓透過個人的Instagram頁面宣布退役；8月6日，香港賽馬會公司事務執行總監譚志源透過社交媒體證實，江旻憓於8月11日就任香港賽馬會公司事務部對外事務助理經理。

## 求學經歷
江旻憓2歲時隨父母移民加拿大，但6歲時即再度舉家回流香港，自小學習跆拳道（擁有兒童黑帶）、溜冰、古箏及绘画等多項活動，家人也曾安排她學習較優雅的活動如芭蕾舞，在學業方面的表現亦同樣出色。
江旻憓曾就讀畢架山小學和國際學校英基沙田學院。在英基沙田學院畢業後，2012年考進美國史丹福大學，修讀國際關係學士學位。
2019年，江旻憓攻讀中國人民大學法律碩士，師從莫于川教授，并於2021年畢業。
2021年9月，江旻憓入讀香港中文大學法律專業課程（J.D.）。江旻憓曾表示在史丹福讀國際關係時，已希望日後能夠加入聯合國工作，曾到瑞士參觀當地的辦事處。

## 政治立場
2014年11月26日，香港爆發雨傘革命期間，其時就讀大三的江旻憓於感恩節假期期間回港，並拜訪同為史丹福大學出身的「師姐」新民黨行政會議成員葉劉淑儀。
2019年，江旻憓的右膝十字韌帶受傷，當時正值反修例運動，她說：「現時的香港與我的右膝一樣受傷了，但我深信香港可以克服任何困難，變得更好。」
2021年8月，江參與親建制的香港律師會座談活動，交流期間其稱法治精神與運動精神有不少相似地方，修讀法律是希望可以伸張正義，表示反修例運動發生後她更想了解「一國兩制」。
2022年10月，江出席由保安局舉辦的「青少年制服團隊領袖論壇」；2023年4月再出席消防處舉辦的消防及救護青年團活動分享劍擊經驗。此外，她亦曾出席懲教署活動、擔任「香港青年服務領袖獎」宣傳大使、「香港菁英會」執委、參加中共中央黨校國家行政學院等中央級培訓院校國情研習班。
2024年巴黎奧運前，江因長期積極支持保安局青年工作而獲局長鄧炳強點名支持。江奪金後其碩士母校中國人民大學法學院即向其祝賀，其指導教授莫于川稱江希望能夠更好地為香港特區及祖國的發展作出貢獻。8月3日，她於中國人民大學修讀碩士時的畢業論文在網上流出，題為《透過「佔中事件」反思香港特區選舉制度完善路徑》，讨论一国两制，文中對雨傘运动、反對逃犯條例修訂草案運動的觀點与中国中央政府立場幾乎完全一致，其政見因而於香港輿論中引起爭議。江回應碩士論文爭議時稱「就只是一篇碩士論文，我有指導老師」。8月15日，在杭州出席共創明Teen計劃學習團時再被問及碩士論文爭議時，江以聳肩、雙手攤開作回應。

## 個人榮譽
- 銀紫荊星章（2025年）
- 榮譽勳章（2024年）
- 香港傑出運動員選舉

「香港傑出運動員」（2018、2019年）
「香港傑出女運動員」(2021、2022年)
「香港傑出青少年運動員」（2008、2010年 - 共2次當選）
- 十大傑出青年選舉

「香港十大傑出青年」（2021年）

## 外部連結
- 江旻憓的Facebook專頁
- 江旻憓的Instagram帳戶